# Munkorgslagen
Munkorgslagen kallades den inskränkning av yttrande- och tryckfriheten som föreslogs av Kunglig Majestät och röstades igenom av riksdagen den 7 juni 1889.

## Bakgrund
I slutet av 1800-talet var arbetarrörelsen på stark frammarsch i Europa. Arbetsgivarna och de konservativa makthavarna såg med oro på utvecklingen, som hölls tillbaka av nya lagar och insatser av såväl polis som militär.
I Sverige inskränktes mötes och mötesfriheten 1868 och skärptes ytterligare under 1880-talet: 1887 kom en lag som gjorde det brottsligt om en talare uppmanade till våld ”å person eller egendom” . Munkorgslagen från 1889 innebar åtal ”mot varjehanda försök att förleda till ohörsamhet mot lag eller laga myndighet; enligt regeringens, av riksdagen ej godkända förslag även mot uppviglande till åtgärd”, som innebar ”hot emot samhällsordningen eller fara för dess bestånd”. 